# Ilse Aichinger
Ilse Aichinger   (Viena, 1 de novembre de 1921 - Viena, 11 de novembre de 2016) va ser una escriptora austríaca coneguda pels seus relats sobre la persecució que va patir per part dels nazis a causa de la seva ascendència jueva.
La seva obra presenta, sovint amb aparença onírica, surrealista o en forma de paràboles, la seva preocupació per la persecució que reberen els jueus i una denúncia de l'Holocaust.
Va escriure poemes, relats curts i narracions radiofòniques, i va guanyar diversos premis literaris europeus: Grup 47 (1952), Georg Trakl (1979), Franz Kafka (1983), Europa de Literatura (1987), Nacional d'Àustria (1995) i Joseph Breitbach (2000), compartit amb M. Werner i W. G. Sebald.
Amb The Fourth Gate (1945), Ilse Aichinger va ser la primera escriptora austríaca a abordar la qüestió dels camps de concentració. I encara amb el seu manifest polític An Appeal to Doubt (1946), interpel·lava els seus contemporanis sobre els noves certeses de la postguerra.
La seva novel·la més destacada és Die grössere Hoffnung (‘La més gran esperança’, 1948) i també els reculls de contes Rede unter dem Galgen (‘Discurs sota la forca’, 1952), Eliza, Eliza (1965) i Nachricht vom Tag (‘Notícia del dia’, 1970).